# Stratopavza
Stratopavza je zgornja meja stratosfere, ki se razprostira na vešini med 50 in 55 kilometrov. Relativna temperatura stratopavze je okoli 0 °C zaradi absorpcije ultravijoličnega sončnega spektra. Nad njo se razprostira mezosfera, v kateri temperatura z višino ponovno pada. Zračni pritisk v stratopavzi znaša okoli tisočino pritiska na morski gladini.